# مرکز آسیا و اقیانوسیه برای فیزیک نظری
مرکز فیزیک نظری آسیا و اقیانوسیه (APCTP) موسسه‌ای برای پژوهش فیزیک نظری، در دانشگاه علم و فناوری پوهانگ، کره جنوبی می‌باشد.
این مرکز با هدف ارتقاء تحقیقات مشترک بین‌المللی در زمینهٔ فیزیک نظری در ژوئن سال ۱۹۹۶ ایجاد شده‌است. فعالیت‌های آن اکثر جنبه‌های علم فیزیک و کاربردهای آن را در بر می‌گیرد. این سازمان غیردولتی در حال حاضر دارای ۱۵ کشور عضو شامل استرالیا، چین، ژاپن، جمهوری کره، مالزی، فیلیپین، سنگاپور، تایوان، تایلند، ویتنام، لائوس، مغولستان، هند، ازبکستان، قزاقستان است.
این مجموعه با دو هدف پژوهشی و برگزاری کنفرانسهای بین‌المللی فعالیت می‌کند.

## ساختار
مرکز آسیا و اقیانوسیه فیزیک نظری (APCTP) یک مجموعه برای پژوهش‌های چند رشته‌ای است که میزبان دانشمندان فیزیک نظری‌کار بر روی مسائل چالش‌برانگیز در خط مقدم بیوفیزیک، فیزیک ماده چگال، اطلاعات کوانتومی، نجوم، کیهان‌شناسی و فیزیک ذرات بنیادی است. این مؤسسه نقش کلیدی در کره جنوبی با دعوت از محققان بین‌المللی، برای همکاری از طریق کارگاه‌های آموزشی و آموزش دانشمندان جوان ایفا می‌کند.
مرکز فیزیک نظری آسیا و اقیانوسیه، در پردیس دانشگاهی دانشگاه علم و فناوری پوهانگ (POSTECH)، با برهمکنش حداکثری با دانشگاه علم و صنعت پوهانگ، و مرکز مواد کوانتومی پوستک-ماکس پلانک، و همچنین چهار مرکز از موسسه‌های علوم پایه (IBS) دولت کره شامل مرکز علوم پایه در سیستم‌های کم بعدی کوانتمی و الکترونیکی، مرکز علوم پایه در ایمنی‌شناسی، مرکز علوم پایه در سیستم‌های پیچیده و خود مونتاژ، و همچنین تنها مرکز علوم پایه در ریاضیات IBS است.

## تاریخچه
مرکز فیزیک نظری آسیا و اقیانوسیه، در ژوئن سال ۱۹۹۶ با ریاست برندهٔ جایزه نوبل چن نینگ یانگ با هدف پژوهشگاهی برای برگزاری و پشتیبانی از کنفرانسهای فیزیک در منطقهٔ آسیا و اقیانوسیه تأسیس شد، در سال ۲۰۰۸ به سرپرستی و ریاست پیتر فولده، گروه‌های پژوهشی، در همکاری با جامعه ماکس پلانک آلمان بدان افزوده شد. تا به امروز، رؤسای آن شامل برندگان جایزه نوبل: چن نینگ یانگ و رابرت لافلین، و همچنین پیتر فولده، و سوان کیم بوده‌است.